# Mega Man (serie)
Mega Man, känd som Rockman (ロックマン Rokkuman) i hemlandet Japan, är en TV-spelserie från Capcom, ursprungligen med karaktären Mega Man i huvudrollen. Det finns över 50 spel med namnet Mega Man i titeln och serien är därmed Capcoms mest talrika och kända franchise och en av de mest välkända franchiserna genom tiderna. I december 2008 hade serien sålt i cirka 28 miljoner exemplar i hela världen. Mega Man-spelserien började 1987 när det första Mega Man-spelet släpptes till Nintendo Entertainment System. Detta var den ursprungliga Mega Man-serien, som därefter har följts av flera underserier.

## Handling
Mega Man-serien utspelar sig långt in i framtiden, men enligt vissa versioner av Mega Man-serien utspelar det inte sig så långt i framtiden som i en viss version av detta i Fanfiction. Framtiden är mer teknologiskt avancerad än vår egen tid. Dr. Thomas Light, en skicklig vetenskapsman, bestämmer sig för att bygga en robot som kan hjälpa honom i hans labb. Till sin hjälp har han sin kollega Dr. Albert Wily. Efter veckor av arbete blir de äntligen klara och väcker roboten. De döper den till Proto Man eftersom den är en prototyp. Skapelsen blir en succé och de bestämmer sig för att bygga sex nya robotar, och resultatet blev mycket lyckat. Robotarna skickas ut för att hjälpa människor med deras jobb. Exempelvis så hugger Cut Man ner träd, Elec Man har kontroll över el-stationer och Fire Man förbränner avfall och så vidare. Det hela resulterar i att Dr. Light får nobelpriset i fysik.
Runt den här tidpunkten börjar Dr. Wily bli avundsjuk på att Dr. Light fått nobelpriset, och bestämmer sig för att stjäla Proto Man. Eftersom Proto Mans energigenerator började krångla så gav Dr. Wily honom en nyare energikälla som förlängde hans liv. Därigenom lärde han sig mer om att bygga robotar och studerade Proto Mans design. Detta fick honom att inse att han kunde använda robotarna till mycket mer än vad de används till, och bestämmer sig för att stjäla alla robotarna. Han gör så, men lyckas inte programmera två av dem; Rock och Roll. När Dr. Light fick reda på detta var det för sent, då Dr. Wily redan hunnit skicka ut sina robotar för att ta över staden.
Då reser sig en av de robotarna han har kvar, Rock, upp och kräver att Dr. Light ska bygga om även honom till en stridsmaskin så att han kan stoppa Dr. Wily och hans hemska robotar. Motvilligt går Dr. Light med på detta och ger Rock ett nytt namn: Megaman (Rockman). Med sin nya armkanon och Dr. Light till sin hjälp beger sig Mega Man ut på ett oändligt uppdrag; att stoppa Dr. Wily och hans eviga armé av robotar.

## Lista över Mega Man-spel
- Mega Man (NES / PS / PC)
- Mega Man 2 (NES / PS / PC)
- Mega Man 3 (NES / PS / PC)
- Mega Man 4 (NES / PS)
- Mega Man 5 (NES / PS)
- Mega Man 6 (NES / PS)
- Mega Man 7 (SNES)
- Mega Man 8 (PS, Sega Saturn)
- Mega Man 9 (WiiWare, Playstation Store, Xbox Live Arcade)
- Mega Man 10 (WiiWare, Playstation Store, Xbox Live Arcade)
- Mega Man 11 (Nintendo Switch, Xbox One, Playstation 4)
- Mega Man & Bass (SNES / Game Boy Advance)
- Mega Man: Dr. Wily's Revenge (Game Boy)
- Mega Man II (Game Boy)
- Mega Man III (Game Boy)
- Mega Man IV (Game Boy)
- Mega Man V (Game Boy)

### Fotnoter
1. ↑  ”Mega Man / Rockman series” (på engelska). Mobygames. http://www.mobygames.com/game-group/mega-man-rockman-series. Läst 17 maj 2015.